# Huité
Huité est une ville du Guatemala dans le département de Zacapa.